# Michał Żebrowski (generał)
Michał Żebrowski (zm. 1676) – polski wojskowy, generał.
W 1671 roku był komendantem twierdzy w Czehryniu. W 1673 roku walczył pod Lwowem. W 1676 roku walczył pod Żurawnem, gdzie poległ.
Był żonaty z Barbarą Pieczewską, wdową po Zygmuncie Opackim, i z Marianną Adruhen.